# David Piper
David Piper (2 de dezembro de 1930) foi um automobilista britânico nascido na Inglaterra que participou do Grande Prêmio da Grã-Bretanha de 1959 e Grande Prêmio da Grã-Bretanha de 1960.
Participou e venceu o Grande Prêmio de Angola - Luanda, em 1965, ao volante de um Ferrari berlineta com o nº 7.